# David Clavijo
David Clavijo (Alcalá de Guadaíra, provincia de Sevilla, 14 de abril de 1983) es un compositor e intérprete de guitarra español. Desde 2010, importante exponente de la música New Age, Ambient & Chill Out en España. Productor y compositor de sus propios temas, su música destaca por el empleo de elementos étnicos y la combinación de sonidos acústicos, atmósferas y voces de otras culturas, así como por el uso de bases sintéticas y melodías modeladas en temas ligeros. Su disco The Landing (Special Edition) marcó un antes y un después en su carrera musical, permitiéndole además colaborar en una decena de discos recopilatorios nacionales e internacionales, como el prestigioso 30 Anniversary de Café del Mar.
A pesar de su temprana edad, David Clavijo cuenta ya con 2 nominaciones a los premios Hollywood Music In Media Awards en la categoría de Mejor Canción New Age / Ambient por sus dos composiciones Dancing On The Moon y Promises.
Según se recoge en el libro The Spiritual Significance of Music, David Clavijo define la música como  "espiritualidad, abstracción, salud, inspiración y la mejor manera de unir a todos los seres humanos en respeto, paz y armonía". Para David Clavijo, la música New age, Ambient y Chill out "constituye una puerta abierta para quienes estén cansados de escuchar siempre lo mismo".

## Trayectoria
Con 16 años empezó a crear sus primeras canciones, influenciadas por el pop/rock español de los años 80. Poco después comenzaron sus colaboraciones como bajista en bandas sonoras de cortometrajes de su tierra natal, Andalucía, llegando a realizar además diversas colaboraciones como guitarrista para artistas del panorama musical español [cita requerida].
Su viajes comenzaron a ser una importante fuente de inspiración en sus creaciones, de forma que su música fue cambiando a medida que descubría nuevas culturas. Visitas a ciudades de gran riqueza étnica como Granada, Córdoba o Toledo, quedaron más tarde reflejadas en algunos de sus temas más importantes, como East Winds o African Spirit, siendo la interculturalidad un elemento reiterativo en todas sus creaciones.
En 2008, su viaje a la isla de Ibiza, cuna del actual Chill out e importante referente de la música electrónica, marcó un punto de inflexión en su obra, inspirando temas de reconocido éxito como Es Vedrá o Sailing In My Dreams, dejando además patente la influencia en su música de artistas como Mike Oldfield, Enigma, Vangelis, Yanni, Brian Eno, o Jean Michel Jarre.
Su álbum debut, The Landing (Special Edition), distribuido por Blanco y Negro Music, recibió el reconocimiento de la crítica estadounidense y fue valorado por prestigiosas revistas especializadas como New Age Music World & New Age Music, lo que le valió el reconocimiento de 4º Mejor Álbum de Música New Age del año 2010 junto a artistas como Tangerine Dream,  Gandalf, Peter Kater, Clifford White, Michael Brant DeMaria, David Wahler, Steve Orchard, Paul Avgerinos o Lisa Downing. A esto se sumó el premio recibido por uno de los cortes que lo componen: Promises, que fue elegido como uno de los Mejores Temas de Música New Age en los prestigios premios internacionales estadounidenses 10th Independent Music Awards. La revista española especializada Reviews New Age clasificó el álbum The Landing (Special Edition) como uno de los Mejores del año 2011, e idéntica valoración obtuvo en la estadounidense Mainly Piano de Kathy Parsons. En julio de 2012 fue galardonado con el Premio al Mejor Grupo de Música Universitario del Año 2011/2012 de la Universidad de Sevilla.
La música de David Clavijo es conocida en países como Estados Unidos, Australia, Grecia o China, habiendo tenido repercusión en prestigiosos programas de radio especializados de todo el mundo, como por ejemplo Atmósfera de Radio Nacional de España, Fluido Rosa de Radio 3, El despertador de Radio Valencia, Lost frontier, La otra orilla, En el aire, New Age Radio, Klassik Radio, Abstrait Radio, Radio Mystic, New Age Stars Radio, BBS Radio, CoolWaters Radio, Emjoy Radio o Jazzy Lounge Radio entre otros. Además, su música ha sido incluida en las sintonías de varios programas españoles de televisión [cita requerida].
Desde 2012 trabaja en el que será su segundo álbum.

## Discografía

### Discos de estudio
- 2016: From The Depths
- 2010: The Landing (Special Edition)

### Aparición en Recopilaciones Internacionales
- 2009: Macao Café Ibiza - The Next Episode
- 2010: House The Chill Edition
- 2010: Café Del 30 Anniversary Café del Mar
- 2010: Clorets Music - Slick Expressions Vol. 1
- 2010: Puro Desert Lounge Weekend Vol. 3
- 2010: Sufi's Secret Vol. 2 - Mystical and Hypnotic Grooves
- 2010: Luxury [Lounge] Ibiza - Session Four
- 2010: Le Moment
- 2011: Soul Seeker - The Spirit Of Gentle Lounge Music
- 2011: Regina Elena

### EPs
- 2009: The Landing

### Videoclips
- Promises
- Dancing On The Moon
- East Winds
- Nowhere

## Reconocimientos
- 2010: Premio 10th Independent Music Awards, Mejor Canción New Age por "Promises".[9]
- 2010: Premio New Age Music World, 4º Mejor Álbum de Música New Age de 2010 por The Landing (Special Edition).[8]
- 2011: Nominación ReviewsNewAge.com, Mejor Álbum de Música New Age 2011 por The Landing (Special Edition).[10]
- 2011: Nominación Hollywood Music In Media Awards (HMMA), Mejor Canción de Música New Age Dancing On The Moon.[2]
- 2011: Nominación Hollywood Music In Media Awards (HMMA), Mejor Canción de Música New Age Promises.[3]
- 2011: Finalista en el IV Premio Andaluces del Futuro, en la categoría de Cultura.
- 2012: Premio Mejor Grupo de Música Universitario del Año 2011/2012 de la Universidad de Sevilla.[12]